# John Goossens (voetballer)
John Goossens (Heemstede, 25 juli 1988) is een Nederlandse voormalig profvoetballer die doorgaans als middenvelder speelt. 

## Clubcarrière

### Ajax
Goossens werd in 2007 bij de A-selectie van Ajax gehaald en een doorbraak leek aanstaande. Hij ging mee op trainingskamp naar Schotland. Daar speelde hij oefenduels tegen onder andere de Glasgow Rangers en Falkirk. Hij zat op de bank tijdens de gewonnen Johan Cruijff Schaal 2007. Op 1 oktober van dat jaar speelde hij met Jong Ajax tegen Jong Sparta. Hij viel die wedstrijd uit met een liesblessure, die later een rugblessure werd. In totaal was hij zo'n twee maanden uit de roulatie. Het duurde een tijd voordat Goossens zijn basisplaats bij Jong Ajax terug veroverd had. In het seizoen 2008/09 was hij de linksback in dat elftal, waar hij voorheen nog als linksbuiten acteerde.

### N.E.C.
In de winterstop van seizoen 2008/09 leek Goossens aanvankelijk voor een transfer naar FC Twente te kiezen. De Tukkers waren het al eens met Goossens, maar konden het met Ajax niet eens worden over de voorwaarden van het contract. Ajax wilde een optie tot terugkoop in het contract laten opnemen, waarop FC Twente de onderhandelingen staakte. N.E.C., dat Goossens al eerder op huurbasis wilde overnemen, maakte hierop werk van de Heemsteder en namen hem over van Ajax. Goossens tekent een contract tot medio 2012 in Nijmegen. Op 4 februari 2009 maakte hij in de uitwedstrijd tegen FC Groningen als invaller zijn debuut in de eredivisie. Hij scoorde enkele fraaie doelpunten maar werd nooit een vaste basisspeler in Nijmegen.

### Feyenoord
Op 16 januari 2012 werd bekend dat Goossens een contract voor vier jaar bij Feyenoord zou tekenen. Na zijn medische keuring tekende hij op 2 maart bij Feyenoord. Op 28 april 2013 maakte Goossens zijn eerste officiële doelpunt voor Feyenoord in de thuiswedstrijd tegen Heracles Almelo (6-0). Bij Feyenoord kwam hij weinig aan spelen toe en op 27 augustus 2014 werd zijn contract ontbonden.

### India
Eind oktober 2014 zette hij zijn loopbaan voort in de Indian Super League bij FC Pune City, waar hij voor twee maanden tekende en ploeggenoot werd van onder meer de Franse oud-international David Trezeguet.

### Roemenië
In september 2015 stapte hij over naar FC Voluntari, dat net gepromoveerd was naar het hoogste niveau in Roemenië.

### Verenigde Staten
Eind februari 2016 tekende hij een tweejarig contact bij Chicago Fire. Daar speelde op dat moment ook de Nederlandse verdediger Johan Kappelhof. Daar was hij in het seizoen 2016 een vaste waarde maar speelde in het seizoen 2017 vanwege een blessure maar één wedstrijd. In november 2017 maakt zijn club bekend hem niet nog een seizoen te houden.

### ADO Den Haag
Goossens tekende op 9 maart 2018  een contract tot en met medio juni 2019 bij ADO Den Haag, waar hij de weken daarvoor op proef was. Hij tekende in juni 2019 bij tot en met juni medio 2021, met een optie op nog een seizoen. Per januari 2022 werd zijn nog tot de zomer doorlopend contract ontbonden.

### RKSV HBC
Sinds februari 2022 speelt Goossens weer bij zijn oude jeugdclub RSKV HSB in Heemstede.

## Clubstatistieken
| Seizoen         | Club            | Competitie          | Competitie | Competitie | Beker | Beker | Internationaal | Internationaal | Overig | Overig | Totaal | Totaal |
| Seizoen         | Club            | Competitie          | Wed.       | Dlp.       | Wed.  | Dlp.  | Wed.           | Dlp.           | Wed.   | Dlp.   | Wed.   | Dlp.   |
| --------------- | --------------- | ------------------- | ---------- | ---------- | ----- | ----- | -------------- | -------------- | ------ | ------ | ------ | ------ |
| 2008/09         | N.E.C.          | Eredivisie          | 8          | 1          | 0     | 0     | 0              | 0              | 0      | 0      | 8      | 1      |
| 2009/10         | N.E.C.          | Eredivisie          | 21         | 3          | 3     | 2     | 0              | 0              | 0      | 0      | 24     | 5      |
| 2010/11         | N.E.C.          | Eredivisie          | 31         | 7          | 1     | 0     | 0              | 0              | 0      | 0      | 32     | 7      |
| 2011/12         | N.E.C.          | Eredivisie          | 12         | 3          | 2     | 1     | 0              | 0              | 0      | 0      | 14     | 4      |
| 2012/13         | Feyenoord       | Eredivisie          | 10         | 2          | 1     | 0     | 0              | 0              | 0      | 0      | 11     | 2      |
| 2013/14         | Feyenoord       | Eredivisie          | 20         | 1          | 3     | 0     | 0              | 0              | 0      | 0      | 23     | 1      |
| 2014/15         | FC Pune City    | Indian Super League | 4          | 1          | 0     | 0     | 0              | 0              | 0      | 0      | 4      | 1      |
| 2015/16         | FC Voluntari    | Liga 1              | 14         | 1          | 1     | 0     | 0              | 0              | 0      | 0      | 15     | 1      |
| 2016            | Chicago Fire    | MLS                 | 24         | 3          | 2     | 0     | 0              | 0              | 0      | 0      | 26     | 3      |
| 2017            | Chicago Fire    | MLS                 | 1          | 0          | 0     | 0     | 0              | 0              | 0      | 0      | 1      | 0      |
| 2017/18         | ADO Den Haag    | Eredivisie          | 0          | 0          | 0     | 0     | 0              | 0              | 0      | 0      | 0      | 0      |
| 2018/19         | ADO Den Haag    | Eredivisie          | 21         | 1          | 2     | 0     | 0              | 0              | 0      | 0      | 23     | 1      |
| 2019/20         | ADO Den Haag    | Eredivisie          | 22         | 2          | 1     | 0     | 0              | 0              | 0      | 0      | 23     | 2      |
| 2020/21         | ADO Den Haag    | Eredivisie          | 3          | 0          | 0     | 0     | 0              | 0              | 0      | 0      | 3      | 0      |
| Carrière totaal | Carrière totaal | Carrière totaal     | 191        | 24         | 16    | 3     | 0              | 0              | 0      | 0      | 207    | 28     |

Bijgewerkt op 27 september 2020.

## Erelijst
| Competitie           | Aantal | Jaren |
| Ajax                 | Ajax   | Ajax  |
| -------------------- | ------ | ----- |
| Johan Cruijff Schaal | 1x     | 2007  |

| Competitie                         | Winnaar       | Winnaar       | Tweede        | Tweede        | Derde         | Derde         |
| Competitie                         | Aantal        | Jaren         | Aantal        | Jaren         | Aantal        | Jaren         |
| Nederland –17                      | Nederland –17 | Nederland –17 | Nederland –17 | Nederland –17 | Nederland –17 | Nederland –17 |
| ---------------------------------- | ------------- | ------------- | ------------- | ------------- | ------------- | ------------- |
| Wereldkampioenschap voetbal –17    | -             | -             | -             | -             | 1x            | 2005          |
| Europees kampioenschap voetbal –17 | -             | -             | 1x            | 2005          | -             | -             |